# Tren de Alta Velocidad Monterrey-Texas
El Tren de Alta Velocidad Monterrey-Texas es un proyecto de un tren de alta velocidad que busca conectar la capital del estado de Nuevo León en México con San Antonio o Dallas en Estados Unidos.
El proyecto consiste en la construcción de una línea de tren de alta velocidad de doble vía con una longitud aproximada de 400 km.

## Historia
En 1994, se dio el planteamiento original del tren cuando se firmó el Tratado de Libre Comercio de América del Norte (TLC), era un tren de pasajeros entre San Antonio y Monterrey con una fuerte integración económica entre ambos países, y en consecuencia un alto flujo de mercancías y personas entre ambas naciones, tal y como sucedió en Europa con la Unión Europea.
En 2014 se hizo público el acercamiento entre autoridades mexicanas y estadounidenses para crear una línea de tren rápido que conectara a San Antonio, Texas, con Monterrey, en tan solo 2 horas.
En marzo de 2022, se avivaron los planes de construcción de un tren con ruta de San Antonio a Monterrey. El congresista Henry Cuellar lanzó una propuesta de ruta y se reunió con Stephen Gardener, director ejecutivo de Amtrak, para analizar la construcción de un tren de pasajeros que iría desde San Antonio hasta Monterrey con una parada en Laredo. 
El ferrocarril propuesto aún se encuentra en las primeras etapas de discusión. Según documentos entregados por la oficina de Cuellar, "el gobierno mexicano también ha expresado su entusiasmo por la construcción de un ferrocarril de Monterrey a Nuevo Laredo, donde se conectarían con el proyecto de Estados Unidos". Una propuesta de ruta hecha por Cuellar crearía una ruta directa en tren desde San Antonio a Monterrey, México, con una parada al noroeste de Laredo cerca del Puente Laredo Colombia Solidarity Bridge.
Aunque del lado mexicano el proyecto del tren rápido de Monterrey a San Antonio todavía no tiene un estudio de factibilidad, del lado estadunidense cuenta con un estudio de 2.7 mil millones de dólares, equivalente a 55 mil 350 millones de pesos, y llegará hasta el puente Colombia.
El 5 de julio de 2023, el gobernador de Nuevo León Samuel García compartió una carta dirigida al director ejecutivo del departamento de Transporte de Estados Unidos, Marc. D. Williams, en la que pidió que se construya una vía que conecte Monterrey con Laredo y San Antonio.
El 10 de julio de 2024 en una conferencia de prensa, la entonces presidenta electa Claudia Sheinbaum anunció nuevas líneas férreas, entre ellas el Tren México-Monterrey-Nuevo Laredo. En septiembre de 2024, Hernán Villareal Rodríguez el titular de la Secretaría de Movilidad y Planeación Urbana de Nuevo León, dijo que apoyarían en dicha ruta pues los proyectos se compaginarían, también agregó que ya se habían asignado recursos para los estudios de adquisición y trazo del derecho de vía; ese mismo mes el gobernador neoleonés Samuel García Sepúlveda anunció una gira de trabajo en la ciudad de Austin, en esta impulsó los proyectos con la posibilidad de extenderse a Dallas.